# Villafrades de Campos
Villafrades de Campos es un municipio y localidad española de la provincia de Valladolid, en la comunidad autónoma de Castilla y León. El término municipal tiene una población de 61 habitantes (INE 2024).

## Toponimia
Antiguamente fue conocido como Ecclesias Albas, topónimo que evolucionó a Grijasalbas, como el caso de la localidad segoviana de Guijasalbas, cuya repoblación pudo haber sido llevada a cabo por gentes de este lugar.
En 921 fue repoblada por los monjes benedictinos del monasterio Real de San Benito en Sahagún, que están detrás del nuevo nombre, Villafrades —en latín Villa fratum—. El término «frades» deriva del latín frater, fratris, 'hermano' y más tarde 'fraile'. El predicado hace mención a la comarca a la que pertenece.

## Geografía
El pueblo se encuentra situado en la comarca natural de Tierra de Campos, rodeado por el arroyo Berruéz inmediatamente previo a su confluencia con el río Sequillo.
Parte de su término municipal está integrado dentro de la Zona de especial protección para las aves denominada La Nava-Campos Norte perteneciente a la Red Natura 2000.

## Historia

### Del origen a la Edad Moderna
Las primeras referencias que se tiene de este poblado es en el 921 cuando el obispo de León dona al Monasterio de San Benito de Sahagún varios de sus diezmos y, entre ellos, la iglesia de Ecclesias Albas. Más tarde, el monarca Ramiro II entrega en el 945 la villa, ya con el nombre de Villafrades, al dicho Monasterio, convirtiéndolo así en un abadengo.Se mantiene en esta jurisdicción a lo largo del medievo, ya que encontramos constancia de ello en el Becerro de las Behetrías,a mediados del siglo XIV:

Villafradies
En el Obispado de Palencia.
Este lugar es abadengo del Abad de Sant Fagun.
Derechos del Rey. Dan cada año al Rey por martiniega DCCCC maravedís. Pagan al Rey servicios i monedas e non pagan fonsadera porque han previllejo

Derechos del Señor. Dan cada año al Abad por fumalga de cada casa quarto dineros e el que tien bueyes quel face cada mes una serna con ellos.

Pertenecerá al Monasterio hasta el siglo XIX, excepto por unos meses en 1582 en donde el monarca Felipe II, en un tema de saneamiento de Hacienda, lo intentará enajenar. Pero tras las quejas del Monasterio, se lo devuelve.
Con la caída del Antiguo Régimen y la supresión de los señoríos, Villafrades se constituye como un municipio independiente.

### Siglo  XIX
En 1850 se publica el último tomo de Diccionario geográfico-estadístico-histórico de España y sus posesiones de Ultramar, escrito por Pascual Madoz, en donde aparece descrito este pueblo:

VILLAFRADES: 
Villa con ayuntamiento en la provincia, audiencia territorial y capitanía general de Valladolid (9 leguas), partido judicial de Villalón (1), diócesis de León (13): SITUADO en llano entre el arroyo Bernez y el rio Sequillo: su CLIMA es húmedo y propenso á fiebres intermitentes: tiene 110 CASAS, un bospital(sic) con buenas fincas, una panero del pósito, otra de un monte pio, un pozo de buenas aguas; escuela de instrucción primaria común a ambos sexos, a cargo de un maestro dotado con 16 cargos de trigo, una iglesia parroquial (San Juan Evangelista) servida por un cura y un sacristán: confina el TÉRMINO con los de Herrín, Villarramiel, Gatón y Villalón; dentro de él se encuentra el despoblado de Villafratre(sic), población que fue quemada y arrasada por el cardenal Gimenez(sic) de Cisneros: el TERRENO bañado por los mencionados rio y arroyos temibles por sus continuas desbordaciones es de buena calidad, comprende un buen prado de pastos naturales: CAMINOS, los locales en mediano estado: CORREO, se recibe y despaca en Villalón: PRODUCTOS: cereales, legumbres, hortalizas y buenos pastos, con los que se mantiene ganado lanar, vacuno, mular y yeguar: INDUSTRIA la agrícola: muchas mujeres se dedican a hacer elásticos de lana con agujas, y otras a hacer ricos quesos. COMERCIO: exportación del sobrante de frutos y productos de la industria e importación de los artículos que faltan. POBLACIÓN: 79 vecinos, 250 almas. CAPITAL PRODUCTIVO: 532,935 reales IMPONIBLE 53,295.

Es célebre esta población en la historia por haber sido victima de la lucha del poder monárquico con el aristocrático, al que echó por tierra la sabia política y la valerosa constancia del gran Jiménez de Cisneros: Villafrades fue destruida entonces hasta los cimientos.

La quema del pueblo mencionada en la cita se refiere a un evento histórico que ocurrió en 1517, pero asociado erróneamente a Villafrades, siendo el verdadero lugar Villardefrades. La equivocación fue debido a que los nombres de ambos pueblos proceden de la misma raíz latina.

## Geografía humana

### Demografía
Cuenta con una población de 61 habitantes (INE 2024).
| Gráfica de evolución demográfica de Villafrades de Campos entre 1842 y 2021                                                                                               |
| |
| Población de derecho según los censos de población del INE Población de hecho según los censos de población del INEEn estos censos se denominaba Villafrades: 1842 y 1857 |

## Administración y política
| Periodo   | Nombre                                      | Partido |
| --------- | ------------------------------------------- | ------- |
| 1979-1983 | Basilio Alonso Alonso Clemente Alonso Ramos | AN AP   |
| 1983-1987 | Eugenio Alonso Alonso                       | AP      |
| 1987-1991 | Florencio Carmelo Rodríguez de la Rosa      | PP      |
| 1991-1995 | Eugenio Alonso Alonso                       | PP      |
| 1995-1999 | Eugenio Alonso Alonso                       | PP      |
| 1999-2003 | Alfonso Gordaliza Ramos                     | PP      |
| 2003-2007 | Alfonso Gordaliza Ramos                     | PP      |
| 2007-2011 | Alfonso Gordaliza Ramos                     | PP      |
| 2011-2015 | Alfonso Gordaliza Ramos                     | PP      |
| 2015-2019 | Alfonso Gordaliza Ramos                     | PP      |
| 2019-2023 | Alfonso Gordaliza Ramos                     | PP      |
| 2023-act. | Alfonso Gordaliza Ramos                     | PP      |

## Patrimonio
- Iglesia parroquial de San Juan Evangelista, siglo XVI.

## Fiestas
- 16 de agosto: San Roque.
- Penúltimo domingo de agosto: Virgen de Grijasalbas.